# گاوین وایت
گاوین وایت (انگلیسی: Gavin Whyte؛ زادهٔ ۳۱ ژانویهٔ ۱۹۹۶) بازیکن فوتبال اهل بریتانیا است.
از باشگاه‌هایی که در آن بازی کرده‌است می‌توان به باشگاه فوتبال آکسفورد یونایتد اشاره کرد.
وی همچنین در تیم‌های ملی فوتبال Northern Ireland national under-21 football team و ایرلند شمالی بازی کرده‌است.